# José Luis Perales

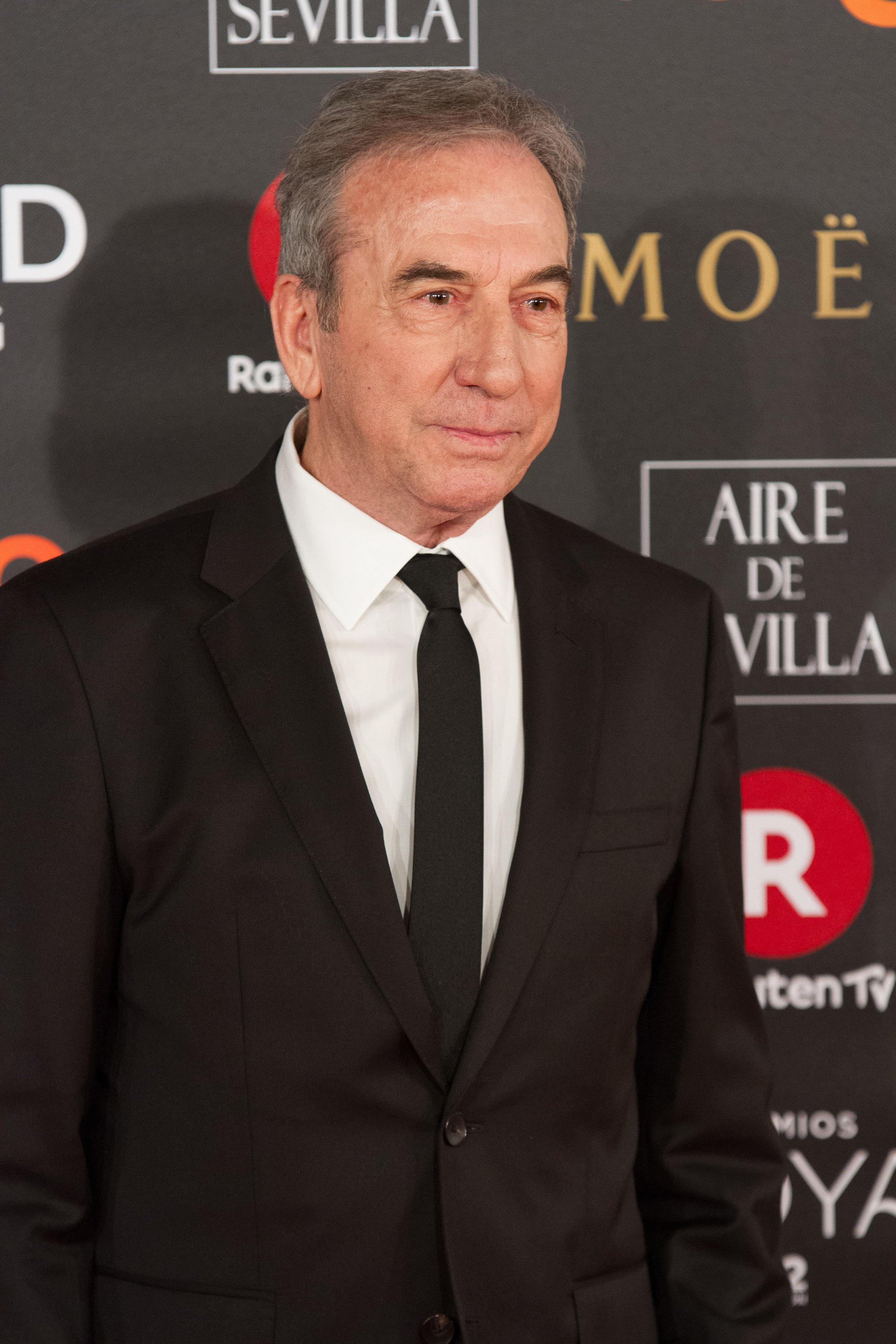
José Luis Perales im Jahr 2018

José Luis Perales Morillas (* 18. Januar 1945 in Castejón, Cuenca) ist ein spanischer Sänger, Songschreiber und Komponist von Latin-Balladen, Latin Jazz und Latin Pop.

## Leben
Perales studierte an der Universidad Laboral de Sevilla Elektrotechnik. Neben dem Studium spielte er in einer Band. 1970 lernte er Rafael Trabucchelli (einen in Spanien bekannten Plattenproduzenten) kennen, der ihn ermutigte, mit dem Singen zu beginnen. 1974 komponierte er Porque te vas, das von Jeanette gesungen, sich weltweit vier Millionen Mal verkaufte. Nach viel Zuspruch von Trabucchelli beschloss Perales, es mit dem Singen zu versuchen. Sein erstes Album Celos de mi Guitarra (Eifersüchtig auf meine Gitarre) war ein großer Erfolg in Spanien und Lateinamerika. Obwohl es Perales schwer fiel, seinen Job aufzugeben und sich seiner neuen Karriere zu widmen, fand er einen Weg, seine musikalische Karriere in sein Leben zu integrieren. Er komponierte unter anderem für Vikki Carr, Bertín Osborne, Raphael, Rocío Jurado, Jeanette, Miguel Bosé, Daniela Romo, Isabel Pantoja, Julio Iglesias, Paloma San Basilio, Mocedades, La Oreja de Van Gogh, Ricardo Montaner und Marc Anthony.
Im Jahr 2015 veröffentlichte er seinen ersten Roman: La mélodia del tiempo („Die Melodie der Zeit“).
In den 2010er Jahren tourte er über mehrere Jahre hinweg ausgiebig durch Spanien und Latein-, Mittel- und Nordamerika. (Calle Soledad Tour, Gira-Tour und Calma Tour)
Er wohnt mit seiner Frau, seinem Sohn und seiner Tochter in seinem Geburtsort Castejón.
Seit 2007 steht er bei der Universal Music Group unter Vertrag. Zuvor war er von 1984 bis 2006 bei Sony Music/Columbia Records. Und von 1973 bis 1984 bei dem Label Hispavox.

## Diskografie
Von Perales Alben wurden mehr als 50 Millionen Exemplare weltweit verkauft.

### Alben
| Jahr | Titel                                | Höchstplatzierung, Gesamtwochen, AuszeichnungChartplatzierungen (Jahr, Titel, Platzierungen, Wochen, Auszeichnungen, Anmerkungen) | Höchstplatzierung, Gesamtwochen, AuszeichnungChartplatzierungen (Jahr, Titel, Platzierungen, Wochen, Auszeichnungen, Anmerkungen) | Anmerkungen                                                  |
| Jahr | Titel                                | Latin | ES | Anmerkungen                                                  |
| ---- | ------------------------------------ | --- | --- | ------------------------------------------------------------ |
| 1994 | Mis 30 mejores canciones (1974-1994) | — | ES79 ×2Doppelplatin · (2 Wo.)ES                                                                                                   | Erstveröffentlichung: 19. September 2019 Charteinstieg: 2009 |
| 2004 | Canciones de un poeta                | — | ES17 Platin · (46 Wo.)ES | Erstveröffentlichung: 10. September 2004                     |
| 2007 | ¿Y Cómo Es Él? ...Los Éxitos         | Latin14 (7 Wo.)Latin | — | Erstveröffentlichung: 10. Juli 2007                          |
| 2008 | En directo. 35 años                  | — | ES16 Gold · (29 Wo.)ES |                                                              |
| 2013 | Romances                             | Latin75 (1 Wo.)Latin | — | Erstveröffentlichung: 22. Januar 2013                        |
| 2016 | Calma                                | — | ES2 (26 Wo.)ES | Erstveröffentlichung: 22. April 2016                         |
| 2019 | Mirandote a los ojos                 | — | ES68 Platin · (46 Wo.)ES | Erstveröffentlichung: 22. November 2019                      |

grau schraffiert: keine Chartdaten aus diesem Jahr verfügbar
Weitere Alben
- 1973: Mis Canciones
- 1974: El Pregón
- 1975: Para Vosotros Canto
- 1976: Por Si Quieres Conocerme
- 1978: Como La Lluvia Fresca
- 1978: Soledades
- 1979: Tiempo De Otoño
- 1981: Nido De Águilas
- 1982: Entre El Agua Y El Fuego
- 1984: Amaneciendo En Ti
- 1986: Con el paso del tiempo
- 1986: Que Canten los Ninos
- 1987: Sueño de libertad
- 1989: La Espera
- 1990: A Mis Amigos
- 1991: América
- 1992: 20 Grandes éxitos
- 1993: Gente maravillosa
- 1994: Mis grandes éxitos (ES: Platin)
- 1996: En clave de amor (ES: Platin)
- 1998: Quédate Conmigo (ES: Gold)
- 1999: Serie Oro
- 2000: Me Han Contado Que Existe Un Paraíso (ES: ×5Fünffachplatin )
- 2006: Navegando Por Ti
- 2012: Calle Soledad (ES: Gold)

### Singles
| Jahr | Titel Album                              | Höchstplatzierung, Gesamtwochen, AuszeichnungChartsChartplatzierungen (Jahr, Titel, Album, Platzierungen, Wochen, Auszeichnungen, Anmerkungen) | Anmerkungen |
| Jahr | Titel Album                              | Latin | Anmerkungen |
| ---- | ---------------------------------------- | --- | ----------- |
| 1986 | La primera vez Con el paso del tiempo    | Latin27 (7 Wo.)Latin |             |
| 1987 | Tan solo necesito Con el paso del tiempo | Latin44 (2 Wo.)Latin |             |
| 1987 | Amada Mia Sueño de libertad              | Latin10 (12 Wo.)Latin |             |
| 1988 | Quiero Ser Como Agua Fresca –            | Latin17 (7 Wo.)Latin |             |
| 1991 | América                                  | Latin36 (3 Wo.)Latin |             |
| 1993 | Amor Sin Limite Gente maravillosa        | Latin23 (7 Wo.)Latin |             |
| 1993 | Gente maravillosa                        | Latin30 (4 Wo.)Latin |             |

Weitere Singles
- 1982: Por Amor (ES: ×5Fünffachplatin )
- 1982: ¿Y Cómo Es Él? (ES: Gold)
- 2021: Un Velero Llamado Libertad (mit Carlos Rivera, ES: Gold)

## Auszeichnungen für Musikverkäufe
| Goldene Schallplatte - Argentinien - 1996: für das Album En clave de amor - 1999: für das Album Serie Oro - Mexiko - 2024: für die Single Un Velero Llamado Libertad - Spanien - 2024: für das Lied El emigrante Platin-Schallplatte - Argentinien - 1992: für das Album 20 Grandes éxitos | 2× Platin-Schallplatte - Argentinien - 1994: für das Album Mis 30 mejores canciones (1974-1994) 6× Platin-Schallplatte - Argentinien - 1995: für das Album Mis grandes éxitos |

Anmerkung: Auszeichnungen in Ländern aus den Charttabellen bzw. Chartboxen sind in ebendiesen zu finden.
| Land/RegionAuszeichnungen für Musikverkäufe (Land/Region, Auszeichnungen, Verkäufe, Quellen) | Gold     | Platin       | Verkäufe  | Quellen             |
| -------------------------------------------------------------------------------------------- | -------- | ------------ | --------- | ------------------- |
| Argentinien (CAPIF)                                                                          | 2× Gold2 | 9× Platin9   | 600.000   | capif.org.ar        |
| Mexiko (AMPROFON)                                                                            | Gold1    | —            | 70.000    | amprofon.com.mx     |
| Spanien (Promusicae)                                                                         | 6× Gold6 | 16× Platin16 | 1.520.000 | elportaldemusica.es |
| Insgesamt                                                                                    | 9× Gold9 | 25× Platin25 |           |                     |

## Auszeichnungen und Nominierungen (Auswahl)
Im Jahr 2016 erhielt er den Nationalen Verdienstorden der Republik Ecuador.
Im Jahr 2019 wurde ihm die Medalla de Oro al Mérito en las Bellas Artes (Goldene Verdienstmedaille der Schönen Künste) durch das spanische Kultusministerium verliehen.
Im Jahr 2007 (für das Album Navegando por ti) und 2017 (für das Album Calle soledad) wurde er für den Latin Grammy Award nominiert. Im Jahr 2017 wurde er außerdem für den Goya-Filmpreis in der Kategorie „Bester Soundtrack“ nominiert.